# قيطو أن
[[ملف:ڤِيطُو أَنْ (بالفرنسية: Guito'N)‏، اسمه الحقيقي محمد القيطوني، مغني راب تونسي.يبلغ من العمر 23 سنة.. بدأ مسيرته الفنية في صيف 2008 مع مجموعة «كلاشينكوف».. خلال تلك الفترة ونظراً لعدم توفر الإحاطة اللازمة إضطر إلى تعلم كل شي بنفسه من ذلك الميكساج وإعداد الموسيقى.. وفي اواخر 2009 إختار العمل بمفرده.. ومع نشأة إستديو 24 للتسجيلات كانت البداية الحقيقية.. ففي ضرف قياسي لا يتجاوز سنة تمكن من كسب قاعدة جماهيرية لا بأس بها خصوصا وأن مواضيع أغانيه التي تراوحت ما بين الجرأة أحيانا والنقد الغير مباشر أحيانا أخرى جعلته ضمن الفنانين الممنوعين في وسائل الاعلام المرئية والمسموعة... فكانت الإنترنت هي الوسيلة الوحيدة التي مكنته من إيصال صوته، ومع نجاح أغلب الأغاني لفت إنتباه الإعلام وتم استدعائه في أكبر البرامج التونسية على غرار «لاباس» وبرنامج «كلام الناس» على قناة التونسية إضافة إلى عدة قنوات واذاعات أخرى